# Épicratie carthaginoise
Sauf précision contraire, les dates de cet article sont sous-entendues « avant l'ère commune » (AEC), c'est-à-dire « avant Jésus-Christ ».
L'épicratie de Carthage est le nom donné au territoire soumis militairement à la cité punique. Elle doit être distinguée de l'éparchie sicilienne de Carthage.

## Épicratie et éparchie
Epikrateia est un mot grec qui, appliqué à Carthage, désigne la domination punique sur un territoire, avec pression militaire. Le mot est formé sur kratos, le pouvoir. L'éparchie évoque en revanche le contrôle légal de Carthage sur la Sicile, le terme désigne le territoire administré par Carthage en Sicile, du IVe siècle av. J.-C. au IIe siècle av. J.-C. Il est ensuite repris pour désigner la province romaine créée en Sicile en 237, après la première guerre punique ; le mot est formé à partir du grec archè, qui renvoie à une domination administrative.
L'éparchie carthaginoise naît en 338, lors du traité avec Timoléon, qui fixe la frontière entre le territoire dépendant administrativement de Carthage (sa province) et celui des cités grecques.
Dans sa description des traités passés entre Rome et Carthage, Polybe utilise systématiquement le terme d'éparchie, sans doute parce qu'il a en tête le modèle romain de la province (prouincia, que les Grecs traduisent par éparcheia). Un tel système laisse aux cités situées dans ce territoire une autonomie locale. En revanche, les auteurs hostiles à Carthage utilisent plutôt l'expression d'épicratie pour mettre l'accent sur l'oppression militaire exercée par Carthage sur les cités grecques.